# Psychomastatix deserticola
Psychomastatix deserticola é uma espécie de insecto da família Eumastacidae.
É endémica dos Estados Unidos da América.